# 番岳 (長崎県五島市伊福貴町)
番岳（ばんだけ）は長崎県五島市、五島列島椛島にある標高264mの山。

## 概要
西側である伊福貴町にある。
以前は物見所があり、見張りの「番」からこの名前がついたと言われる。
現在は登頂する人がおらず道がなくなっている。